# Charles Immanuel Forsyth Major
Charles Immanuel Forsyth Major (15 de agosto de 1843, Glasgow - 25 de março de 1923, Munique) foi um médico suíço, zoólogo e paleontólogo de vertebrados nascido na Escócia.
Major nasceu em Glasgow e estudou nas universidades de Basileia e Zurique na Suíça e mais tarde em Göttingen na Alemanha. Graduou-se em medicina na Basileia em 1868 e tornou-se médico em Florença, Itália.
Como muitos dos primeiros naturalistas, ele passava seu tempo livre estudando mamíferos fósseis. Sua primeira publicação foi sobre primatas fósseis em 1872. O governo italiano o apoiou em 1877 e ele coletou fósseis da Calábria, Córsega, Sardenha e Sicília . Em 1886, ele parou de praticar como médico e começou a estudar fósseis no arquipélago grego com suas coleções indo para o College Galliard em Lausanne e para o Museu Britânico (História Natural). Nas coleções do Museu Britânico, ele se interessou pelo material de Madagascar. Ele estudou a fauna de lêmures, tanto existente quanto extinta, descobriu a nova família Megaladapidae (Major 1893), gênero e espécie do extinto lêmure gigante Megaladapis madagascariensis (Major 1893), e cinco novas espécies nos gêneros Lepilemur e Cheirogaleus . Isso levou a um grande interesse em Madagascar e iniciou uma expedição a ele . Sua viagem de campo foi financiada pela Royal Society juntamente com fundos de Lionel Walter Rothschild, F. DuCane Godman, Sir Henry Peek e ele próprio. A expedição partiu da Grã-Bretanha em 15 de julho de 1894 e retornou em 30 de agosto de 1896. Nos dois anos eles acumularam grandes coleções que chegaram em 73 caixotes.

## Abreviatura (zoologia)
A abreviatura Forsyth-Major  emprega-se para indicar a Charles Immanuel Forsyth Major como autoridade na descrição e taxonomia em zoologia.